# Class Actress
Class Actress är soloartisten Elizabeth Harpers artistnamn. Class Actress är en elektronisk akt från Brooklyn i New York.

## Historia
Från allra första början strävade Elizabeth Harper efter en karriär som skådespelerska i Los Angeles, men flyttade sedan till Brooklyn i New York, för att starta en musikkarriär. Hon uppträdde och spelade in låtar under eget namn samt som "Elizabeth Harper & the Matinee". 2008 fick hon höra en remix av en av sina sånger. Remixen var gjord av en Brooklyn-producent vid namn Mark Richardson. Hon föredrog denna elektroniska produktion framför sitt eget mer akustiska originalsound. Hon inledde ett samarbete med Richardson och bytte musikalisk inriktning, från ett gitarrbaserat indierocksound till ett synthbaserat sound. Hon började också då uppträda under artistnamnet Class Actress. Namnet Class Actress handlar om hennes tidigare drömmar om skådespeleri.

## Diskografi

### Album
- Rapprocher (2011)

1. "Keep You"
2. "Love Me Like You Used To"
3. "Weekend"
4. "Prove Me Wrong"
5. "Need to Know"
6. "Limousine"
7. "All the Saints"
8. "Bienvenue"
9. "Missed"
10. "Hangin' On"
11. "Let Me In"

### EPs
- Journal of Ardency (2010)

1. "Careful What You Say"
2. "Journal of Ardency"
3. "Let Me Take You Out"
4. "Adolescent Heart"
5. "Someone Real"

### Singlar
- "Journal of Ardency" (2009)
- "Keep You" (2011)
- "Weekend" (2011)
- "More Than You (2015)
- "High On Love (2015)